# Anongporn Promrat
Anongporn Promrat (tiếng Thái: อนงค์พร พรหมรัด; sinh ngày 2 tháng 3 năm 1992) là một nữ vận động viên bóng chuyền người Thái Lan. Hiện cô là thành viên của Đội tuyển bóng chuyền nữ quốc gia Thái Lan và câu lạc bộ Quint Air Force đang thi đấu tại Giải bóng chuyền vô địch quốc gia Thái Lan.

## Danh hiệu

### Câu lạc bộ
Ayutthaya A.T.C.C
1. Giải bóng chuyền nữ vô địch quốc gia Thái Lan: Thứ ba năm 2013-14, Á quân năm 2014-15
2. Giải bóng chuyền nữ Thai-Denmark Super League: Thứ ba năm 2013 và 2015, Vô địch năm 2014.

Bangkok Glass
1. Giải bóng chuyền nữ vô địch quốc gia Thái Lan: Vô địch 2015-16, Á quân 2016–17.
2. Giải bóng chuyền nữ Thai-Denmark Super League: Vô địch 2016, Á quân 2017.